# تپه بزن‌آباد علیا
تپه بزن آباد علیا مربوط به سده‌های اولیه دوران‌های تاریخی پس از اسلام است و در شهرستان هرسین، بخش بیستون، دهستان چمچمال، ۱۰۰ متری شمال غرب روستای بزن آباد علیا واقع شده و این اثر در تاریخ ۲۶ اسفند ۱۳۸۷ با شمارهٔ ثبت ۲۵۴۸۷ به‌عنوان یکی از آثار ملی ایران به ثبت رسیده است.